# Vîșneve, Dolînska
Vîșneve (în ucraineană Вишневе) este un sat în comuna Bohdanivka din raionul Dolînska, regiunea Kirovohrad, Ucraina.

## Demografie
Componența lingvistică a localității Vîșneve
     Ucraineană (96,49%)
     Belarusă (3,51%)
Conform recensământului din 2001, majoritatea populației localității Vîșneve era vorbitoare de ucraineană (96,49%), existând în minoritate și vorbitori de belarusă (3,51%).